# Kazuharu Shoshi
Kazuharu Shoshi (所司 和晴) (né le 23 octobre 1961 à Kōtō) est un joueur professionnel de shogi japonais. Il a enseigné le shogi à l'école de formation de professionnels de la Fédération japonaise de Shogi, et a notamment compté Akira Watanabe parmi ses élèves. Il a également publié un traité sur le jeu à handicap.
Shoshi pratique aussi le xiangqi et a représenté plusieurs fois le Japon aux championnats du monde, où il a obtenu la première place dans la catégorie "non-chinois et non-vietnamien" en 1999, 2003, 2007 et 2015.